# Gary Conway
Gary Conway, numele de scenă al lui Gareth Monello Carmody, (n. 4 februarie 1936, Boston, Massachusetts, SUA) este un actor și scenarist american. A lucrat la seriale precum Burke's Law, Land of Giants, Maverick, 77 Sunset Strip și a mai participat la filme precum I Was a Teenage Frankenstein și How to Make a Monster. A lucrat la Broadway în producții precum Beauty Part alături de Bert Lahr și Anita Loos. Este căsătorit cu Marian Conway, care a fost Miss America 1957.